# Minnenas Sorl 1979-1986
Minnenas Sorl 1979-1986 är Hansson de Wolfe Uniteds samlingsskiva från 1990.

## Låtlista
1. Existens maximum (de Wolfe/Hansson, 1981)
2. Iskalla killen (full av mänsklig värme) (de Wolfe/Munthe, 1979)
3. Som att gunga sin själ i en hammock (de Wolfe/Munthe, 1979)
4. Din inre barometer (de Wolfe/Hansson, 1981)
5. Ensam med dej vid ett fönsterbord (de Wolfe/Hansson, 1981)
6. Yes box allright (de Wolfe/Hansson, 1982)
7. Vita springare (de Wolfe/Hansson, 1982)
8. Minnenas sorl (de Wolfe/Munthe, 1979)
9. Var kommer barnen in (de Wolfe/Hansson, 1981)
10. Tur och retur (de Wolfe/Hansson, 1985)
11. Svalan (de Wolfe/Hansson, 1985)
12. Steget (i'm in the mood for love) (de Wolfe/Hansson, 1984)
13. Ansikte mot ansikte (de Wolfe/Hansson, 1984)
14. Oberoende vad fursten säger (de Wolfe/Hansson, 1985)
15. Utanför tullarna (de Wolfe/Hansson, 1985)
16. Sprickan i din spegel (de Wolfe/Hansson, 1984)

Spår 15 är speciellt tillägnad Lynn Munthe de Wolfe (1951-1985).
Spår 16 är ett utdrag ur Ett hörn i samma rum (de Wolfe/Hansson, 1984)